# Gemensamma asylpolitiken
Den gemensamma asylpolitiken är Europeiska unionens gemensamma politik för mottagande av asylsökande samt beviljande och återkallande av asyl inom ramen för det gemensamma europeiska asylsystemet. Politikområdet utgör en del av befogenhetsområdet området med frihet, säkerhet och rättvisa.
Det gemensamma europeiska asylsystemet innefattar enhetliga normer för mottagandet av asylsökande och för  när asylsökande ska anses berättigade till asyl samt gemensamma förfaranden för att bevilja och återkalla asyl. Asylsystemet innefattar även kriterier och mekanismer för att avgöra vilken medlemsstat som är ansvarig för att pröva en asylansökan. Asylpolitiken vilar på fem viktiga rättsakter:
- Dublinförordningen som fastställer vilken medlemsstat som ansvarar för att pröva en asylansökan. Enligt förordningen är huvudregeln att asylansökan ska prövas i den medlemsstat dit den asylsökande först kom, det så kallade första asyllandet.

- Eurodacförordningen som fastställer bestämmelser om databasen Eurodac, där asylsökandes fingeravtryck lagras med syfte att möjliggöra en effektiv tillämpning av Dublinförordningen.

- Mottagandedirektivet som fastställer normer för mottagandet av asylsökande med syfte att säkerställa ett humant mottagande.

- Asylprocedurdirektivet som fastställer gemensamma förfaranden för att bevilja och återkalla asyl.

- Skyddsgrundsdirektivet som fastställer normer för när asylsökande ska anses berättigade till asyl. Enligt direktivet ska flyktingar och alternativt skyddsbehövande vara berättigade till asyl, men medlemsstaterna kan välja att ha mer generösa regler om de vill.

Därutöver finns det även en rättsakt som reglerar Europeiska unionens asylbyrå. Massflyktsdirektivet reglerar särskilda bestämmelser i händelse av att ett stort antal tredjelandsmedborgare tar sig till en medlemsstat och aktiverades för första gången i samband med Rysslands invasion av Ukraina 2022.
Danmark och Irland står helt eller delvis utanför den gemensamma asylpolitiken genom särskilda undantagsklausuler på området med frihet, säkerhet och rättvisa. Danmark deltar endast i Dublinregelverket genom ett mellanstatligt avtal med EU, medan Irland har valt att delta i större delen av asylpolitiken, utom de delar som rör gränshantering.

## Historia
Den gemensamma asylpolitiken har utvecklats gradvis sedan början av 1990-talet. Det första rättsligt bindande instrumentet på europeisk nivå ingicks 1990 genom Dublinkonventionen. Det främsta syftet med konventionen var att fastställa kriterier för vilken medlemsstat inom Europeiska unionen som ansvarade för att pröva en asylansökan, något som ansågs nödvändigt att fastställa inom ett område med fri rörlighet för personer. Genom Maastrichtfördraget, som trädde i kraft den 1 november 1993, fick unionen möjlighet att anta vissa gemensamma bestämmelser om asylfrågor inom ramen för den tredje pelaren, rättsliga och inrikes frågor. Detta ledde dock inte till några rättsligt bindande instrument, utan Dublinkonventionen, tillsammans med några tillhörande genomförandebestämmelser för konventionen, kvarstod som det enda rättsliga instrumentet fram till Amsterdamfördragets ikraftträdande den 1 maj 1999. Genom Amsterdamfördraget överfördes asylpolitiken från den mellanstatliga tredje pelaren till den överstatliga första pelaren, Europeiska gemenskaperna. Enligt fördraget skulle unionens institutioner inom fem år från fördragets ikraftträdande anta viss gemensam asyllagstiftning. Detta ledde till antagandet av massflyktsdirektivet 2001 och därefter övriga rättsakter på asylområdet – Dublinförordningen (som ersatte och införlivade Dublinkonventionen inom unionens ramar), mottagandedirektivet, asylprocedurdirektivet och skyddsgrundsdirektivet.

### Reformer
Ända sedan 1990-talet har asylpolitiken varit en kontroversiell fråga. Olika medlemsstaters syn på hur generös asylpolitiken ska vara samt fördelningen och graden av solidaritet mellan medlemsstaterna i mottagandet av asylsökande har gjort det svårt att enas om utformningen av det gemensamma asylsystemet. I början av 2010-talet genomfördes en reform av den gemensamma asylpolitiken för att stärka den. Sedan flyktingkrisen 2015 har Europeiska kommissionen lagt fram en rad olika lagförslag för att ytterligare stärka och harmonisera asylpolitiken, men nästintill samtliga av dessa förslag har blockerats antingen av olika medlemsstater i Europeiska unionens råd eller i förhandlingar mellan rådet och Europaparlamentet.

#### 2016 års förslag till ny asylpolitik
Under 2016 presenterade Europeiska kommissionen en rad förslag till förändringar i den gemensamma asylpolitiken till följd av migrationskrisen i Europa. Bland annat föreslogs en förändring av Dublinförordningen så att permanenta omlokaliseringsmekanismer finns tillgängliga vid tillfällen då unionen mottar ett stort antal asylsökande under kort tid. Även ändringar av skyddsgrundsdirektivet för att strama upp kraven för att en person ska kunna erhålla asyl. Både skyddsgrundsdirektivet och asylprocedurdirektivet föreslogs ersättas med direkt tillämpliga förordningar. Även en ny förordning – vidarebosättningsförordningen – föreslogs för att skapa gemensamma bestämmelser kring vidarebosättning från tredjeländer.
Förslaget var tvunget att godkännas av både Europaparlamentet och Europeiska unionens råd i enlighet med det ordinarie lagstiftningsförfarandet innan det kunde träda i kraft. Efter fem års förhandlingar hade förslaget fortfarande inte kunnat godkännas, i första hand på grund av att de föreslagna bestämmelserna om en permanent omplaceringsmekanism motsattes av flera medlemsstater, däribland Visegrádländerna Polen, Slovakien, Tjeckien och Ungern.

#### 2020 års uppdaterade förslag
Den 23 september 2020 presenterade kommissionen ett nytt förslag till asylpolitik, baserat på förslaget från 2016. De tidigare förslagen till skyddsgrundsförordning och mottagandedirektiv behölls, medan justerade förslag lades fram till ny Eurodacförordning och asylprocedurförordning. Samtidigt föreslogs Dublinförordningen upphävas och ersättas av en ny förordning, som innehåller ett nytt system för asylförvaltning. Även en ny förordning för screening av asylsökande och/eller olagligen passerande tredjelandsmedborgare vid de yttre gränserna presenterades, liksom en förordning om krissituationer och force majeure. Samtidigt antog kommissionen tre rekommendationer om lagliga vägar in i EU, räddningsinsatser till havs och en EU-mekanism för beredskap och hantering av migrationskriser.
Förslaget måste fortfarande godkännas av Europaparlamentet och Europeiska unionens råd för att kunna träda i kraft. Migrationskommissionär Ylva Johansson varnade för att ingen skulle vara nöjd med det nya förslaget, men att det å andra sidan också innebar att möjligheten att nå en kompromiss mellan medlemsstaterna och mellan medlemsstaterna och Europaparlamentet var god. Efter att förslaget hade presenterats gick Frankrikes och Tysklands regeringar ut och stödde det. Däremot var Visgradländerna Polen, Slovakien, Tjeckien och Ungern öppet kritiska.

#### Förslag till mottagningscenter utanför unionen
Asylcenter utanför unionen är ett politiskt förslag som diskuteras inom EU och EU-länderna för att färre flyktingar ska ta sig till Europa för att söka asyl, vilket ofta sker på farliga sätt och med hjälp av människosmugglare. Idén med systemet är att en första prövning ska göras på "plattformarna". Närmare bestämt ska det avgöras om det handlar om en person med skyddsbehov eller en ekonomisk migrant, och att det endast är personer med skyddsbehov som skall kunna komma vidare till EU-länderna för att där söka asyl. 

##### Positioner i frågan
- Donald Tusk har uttryckt att asylcenter utanför EU skulle vara "det mest effektiva sättet att stoppa migrantflödet och knäcka flyktingsmugglarnas affärsmodell".
- Sveriges regering (2018) menar att förslaget bör utredas vidare tillsammans med FN:s flyktingorgan UNHCR. Exempelvis menar statsminister Stefan Löfven att det måste klargöras om dessa "plattformar" ska upprättas till havs, i länder i Nordafrika eller någon annanstans. Vänsterpartiet har dock uttryckt kraftig kritik mot idén som sådan, det vill säga mot iden att upprätta asylcenter utanför EU[26].

### Utveckling under 2020-talet
I slutet av 2021 enades Europeiska unionens råd slutligen om det första av tio förslag till nya eller ändrade rättsakter som alla berörde asylpolitiken eller därtill tillhörande områden, nämligen den om reformen av Europeiska unionens asylbyrå. I juni 2022 enades rådet även om sin allmänna hållning kring förslagen om en screeningförordning och en uppdaterad version av Eurodacförordningen. Samtidigt ställde sig 18 medlemsstater samt Liechtenstein, Norge och Schweiz bakom en gemensam solidaritetsförklaring om att, på frivillig grund, hjälpas åt med mottagandet av asylsökande från utsatta medlemsstater, framför allt Italien, Grekland och Cypern. Den frivilliga mekanismen är tänkt att vara en tillfällig lösning i väntan på en permanent och bindande mekanism inom ramen för den reformerade gemensamma asylpolitiken.
I juni 2023 fördes nya förhandlingar i rådet om ytterligare två rättsakter, dels förslaget till förordning om asyl- och migrationshantering, dels förslaget till ny asylprocedurförordning. En överenskommelse 
om rättsakterna nåddes den 8 juni 2023. Det rådde dock fortfarande oenighet om förslaget till en ny rättsakt om krissituationer. I september 2023 hotade Europaparlamentet med att avbryta förhandlingarna om de andra rättsakterna så länge inte rådet framskred med förslaget rörande krissituationer. I början av oktober 2023 nådde rådet slutligen en överenskommelse om förslaget om krissituationer. Därmed hade medlemsstaterna enats om sina förhandlingspositioner om alla rättsakter inom den nya asyl- och migrationspakten. Innan akterna kan träda i kraft var Europaparlamentet och rådet dock tvungna att förhandla om en gemensam hållning kring rättsakterna. En kompromiss nåddes i december 2023 om alla kvarstående rättsakter rörande reformen av den gemensamma asylpolitiken. Förslagen till rättsakter godkändes av Europaparlamentet och ministerrådet i april 2024. Alla rättsakter offentliggjordes i Europeiska unionens officiella tidning den 22 maj 2024. Rättsakterna kommer att få full rättsverkan först i mitten av 2026. I juni 2024 antog kommissionen en gemensam genomförandeplan för den nya migrationspakten. I augusti 2024 antogs även ett beslut om medlemsstaternas kapacitet för mottagande av asylsökande enligt det nya asylregelverket.

## Omplacering och vidarebosättning
Som en följd av detta stora antalet asylsökande som kom till Grekland och Italien under migrationskrisen i Europa 2015, beslutade Europeiska unionens råd i september 2015 att genomföra en omplacering av asylsökande från dessa två länder till övriga medlemsstater. I ett första beslut beslutades att 40 000 personer skulle omplaceras fram till och med den 17 september 2017. I ett andra beslut beslutades att ytterligare 120 000 personer skulle omplaceras fram till och med den 26 september 2017. Enligt Europeiska kommissionen är antalet asylsökande som omfattas av beslutens krav mindre än vad som behövs, det vill säga målet om hur många personer som ska omplaceras kommer att sänkas. I april 2017 hade 17 procent av alla omplaceringar genomförts.
I juli 2015 beslutade EU-länderna att åta sig att ta emot 20 000 flyktingar från utanför EU för vidarebosättning.

## Antal beviljade asylansökningar per medlemsstat
Antal beviljade asylansökningar per medlemsstat enligt Eurostat 2019.
| Medlemsstat        | Positiva beslut i asylärenden | Positiva beslut i asylärenden | Positiva beslut i asylärenden | Positiva beslut i asylärenden | Positiva beslut i asylärenden | Kvotflyktingar |
| Medlemsstat        | Totalt antal                  | Totalt antal                  | Av vilka                      | Av vilka                      | Av vilka                      | Kvotflyktingar |
| Medlemsstat        | Antal                         | Per miljon invånare           | Flyktingstatus                | Alternativt skyddsbehövande   | Humanitära skäl               | Kvotflyktingar |
| ------------------ | ----------------------------- | ----------------------------- | ----------------------------- | ----------------------------- | ----------------------------- | -------------- |
| Belgien            | 6 940                         | 605                           | 5 885                         | 1 055                         | 0                             | 240            |
| Bulgarien          | 885                           | 125                           | 320                           | 565                           | 0                             | 65             |
| Cypern             | 1 315                         | 1 500                         | 165                           | 1 150                         | 0                             | 0              |
| Danmark*           | 1 785                         | 305                           | 770                           | 660                           | 355                           | 0              |
| Estland            | 45                            | 35                            | 40                            | 5                             | 0                             | 5              |
| Finland            | 2 705                         | 490                           | 1 945                         | 425                           | 335                           | 890            |
| Frankrike          | 42 120                        | 630                           | 26 695                        | 15 425                        | 0                             | 5 600          |
| Grekland           | 18 600                        | 1 735                         | 13 810                        | 4 150                         | 640                           | 0              |
| Irland*            | 1 550                         | 315                           | 945                           | 165                           | 435                           | 785            |
| Italien            | 31 010                        | 515                           | 11 015                        | 10 710                        | 9 285                         | 1 355          |
| Kroatien           | 60                            | 15                            | 60                            | 0                             | 0                             | 100            |
| Lettland           | 55                            | 30                            | 40                            | 15                            | 0                             | 0              |
| Litauen            | 90                            | 30                            | 80                            | 15                            | 0                             | 0              |
| Luxemburg          | 670                           | 1 090                         | 635                           | 35                            | 0                             | 35             |
| Malta              | 435                           | 880                           | 55                            | 360                           | 15                            | 0              |
| Nederländerna      | 5 845                         | 340                           | 2 810                         | 2 355                         | 680                           | 1 875          |
| Polen              | 275                           | 5                             | 135                           | 140                           | 5                             | 0              |
| Portugal           | 170                           | 15                            | 60                            | 115                           | 0                             | 375            |
| Rumänien           | 635                           | 35                            | 340                           | 295                           | 0                             | 75             |
| Slovakien          | 40                            | 5                             | 5                             | 20                            | 15                            | 0              |
| Slovenien          | 100                           | 50                            | 100                           | 5                             | 0                             | 0              |
| Spanien            | 38 525                        | 820                           | 1 650                         | 1 540                         | 35 335                        | 0              |
| Sverige            | 11 765                        | 1 150                         | 5 115                         | 2 675                         | 3 975                         | 4 955          |
| Tjeckien           | 155                           | 15                            | 60                            | 85                            | 5                             | 0              |
| Tyskland           | 116 230                       | 1 400                         | 58 330                        | 37 745                        | 20 155                        | 4 890          |
| Ungern             | 60                            | 5                             | 20                            | 30                            | 5                             | 0              |
| Österrike          | 13 730                        | 1 550                         | 9 970                         | 2 340                         | 1 415                         | 0              |
| Europeiska unionen | 295 785                       | 660                           | 141 055                       | 82 070                        | 72 660                        | 21 245         |
| Island             | 380                           | 1 065                         | 110                           | 245                           | 30                            | 75             |
| Liechtenstein      | 15                            | 390                           | 5                             | 5                             | 5                             | 0              |
| Norge              | 2 005                         | 375                           | 1 730                         | 70                            | 205                           | 2 795          |
| Schweiz            | 11 045                        | 1 295                         | 5 550                         | 1 000                         | 4 495                         | 1 000          |
| Storbritannien     | 25 950                        | 390                           | 21 815                        | 2 020                         | 2 120                         | 5 610          |

* Medlemsstat som står helt eller delvis utanför den gemensamma asylpolitiken